# Diamesa modesta
Diamesa modesta är en tvåvingeart som beskrevs av Serra-tosio 1967. Diamesa modesta ingår i släktet Diamesa och familjen fjädermyggor. Inga underarter finns listade i Catalogue of Life.